# 제니페르 머로잔
제니페르 머로잔(독일어: Dzsenifer Marozsán 제니퍼 마로잔[*], 헝가리어: Marozsán Dzsenifer 머로잔 제니페르[*], 1992년 4월 18일 ~ )은 독일의 헝가리 출신 여자 축구 선수이다. 포지션은 미드필더이며, 현재 프랑스 디비지옹 1 페미닌의 올랭피크 리옹 페미닌에서 활동하고 있다.

## 클럽 경력
헝가리 부다페스트 태생이며 1996년에 자신의 아버지이자 축구 선수인 야노시 머로잔(János Marozsán)이 1. FFC 자르브뤼켄으로 이적하면서 가족들과 함께 독일로 이주했다. 14세 7개월이 되던 2007년에 1. FC 자르브뤼켄에서 프라우엔-분데스리가 무대에 데뷔했고 2009년에는 1. FFC 프랑크푸르트로 이적했다. 2016년 7월에 프랑스의 올랭피크 리옹 페미닌으로 이적했다.

## 국가대표 경력
연령대별 독일 여자 축구 국가대표팀 선수로 활약했으며 2010년 10월 28일에 열린 오스트레일리아와의 경기에서 처음으로 독일 여자 축구 국가대표팀 선수로 출전했다. 2012년 2월 15일에 열린 터키와의 경기에서 국가대표팀 첫 골을 기록했다.
2차례의 UEFA 유럽 여자 축구 선수권 대회(2013년, 2017년), 2차례의 FIFA 여자 월드컵(2015년, 2019년)에 참가했고 스웨덴에서 개최된 UEFA 여자 유로 2013에서는 독일의 우승에 기여했다. 2016년 리우데자네이루 하계 올림픽에서는 독일의 여자 축구 금메달에 공헌했으며 2016년 10월 21일에는 독일 여자 축구 국가대표팀의 주장으로 임명되었다.

## 수상

### 클럽
1. FC 자르브뤼켄
- 2. 프라우엔-분데스리가 1회 우승 (2008-09)
- 여자 DFB-포칼 1회 준우승 (2007-08)

1. FFC 프랑크푸르트
- UEFA 여자 챔피언스리그 1회 우승 (2014-15), 1회 준우승 (2011-12)
- 여자 DFB-포칼 2회 우승 (2010-11, 2013-14)

올랭피크 리옹
- 디비지옹 1 페미닌 2회 우승 (2016-17, 2017-18)
- 쿠프 드 프랑스 페미닌 1회 우승 (2017)
- UEFA 여자 챔피언스리그 2회 우승 (2016-17, 2017-18)

### 국가대표
- 2008년 UEFA U-17 여자 축구 선수권 대회 우승
- 2010년 FIFA U-20 여자 월드컵 우승
- 2012년 알가르브컵 우승
- UEFA 여자 유로 2013 우승
- 2014년 알가르브컵 우승
- 2016년 리우데자네이루 하계 올림픽 여자 축구 금메달

### 개인
- 2008년 UEFA U-17 여자 축구 선수권 대회 최다 득점자 수상
- 2008년 FIFA U-17 여자 월드컵 실버볼 수상
- 2008년 FIFA U-17 여자 월드컵 골든슈(대회 최다 득점자) 수상
- 2009년 프리츠 발터 메달 여자 부문 동메달 수상
- 2012년 FIFA U-20 여자 월드컵 골든볼(대회 MVP) 수상
- UEFA 여자 유로 2013 올스타 팀 선정
- 2017년 독일 올해의 여자 축구 선수 선정
- 2018년 독일 올해의 여자 축구 선수 선정
- 2019년 독일 올해의 여자 축구 선수 선정